# Карол I
Вижте пояснителната страница за други личности с името Карол.
Карол I (на румънски: Carol I; рождено име Карл Айтел Фридрих Зефиринус Лудвиг фон Хоенцолерн-Зигмаринген, на немски: Karl Eitel Friedrich Zephyrinus Ludwig von Hohenzollern-Sigmaringen) е държавен глава на Румъния (1866 – 1914 г.).

## Биография
Принц Карол е роден на 20 април 1839 г. Зигмаринген, Германия. Наследствен принц от династията Хоенцолерн-Зигмаринген. Посвещава се на военното поприще. Завършва Военната академия в Берлин. Офицер от пруската армия. Участва в Датската война (1864 г.).
Избран е за княз на Румъния през 1866 г., след свалянето на княз Куза. Обявен за крал на 26 март 1881 г. и въвежда либерална конституция. Крал Карол е първият румънски монарх от династията Хоенцолерн-Зигмаринген. Управлява до 1914 г. в продължение на 48 години.
През 1877 г. влиза в съюз с Русия и взема участие в Руско-турската война (1877 – 1878). Номинален началник на Западния Руски отряд при обсадата на Плевен. Това участие на Румъния във войната осигурява нейната независимост чрез Берлинския договор и придобиването на Добруджа. Политически е ориентиран към Германия и Австро-Унгария. Генерал-фелдмаршал на руската императорска армия и германската армия.
Крал Карол I е женен за Елизабета фон Вид. Те имат една дъщеря – принцеса Мария от Румъния (8 септември 1870 г. – 9 април 1874 г.), която умира на 4 години; поради това, през 1914 г. кралят на Румъния е наследен от своя племенник Фердинанд I (осиновен).